# Haplophaedia
Haplophaedia är ett litet släkte med fåglar i familjen kolibrier som återfinns i Sydamerika. Arterna i Haplophaedia liksom närbesläktade Eriocnemis har alla trivialnamnet dunbenor. Släktet omfattar tre arter:
- Bronsdunbena (H. aureliae)
- Quechuadunbena (H. assimilis))
- Sorgdunbena (H. lugens)